# Лукас Ігнасіо Аламан
Лукас Ігнасіо Аламан (ісп. Lucas Alamán; 18 жовтня 1792, Гуанахуато — 2 червня 1853, Мехіко) — мексиканський державний діяч та історик. В 1823—1825, 1830, 1837 та 1852 — міністр закордонних та внутрішніх справ. Як один з керівників консервативної партії виступав проти демократичних сил, які прагнули прогресивних перетворень. Прихильник розвитку країни за допомогою іноземного капіталу, який усіляко заохочував. Виступав проти територіальної експансії США щодо Мексики і зокрема захоплення ними Техасу.
Автор кількох праць з історії Мексики. Найважливіша з них — «Історія Мексики» (ісп. Historia de Mejico в 5 томах, видана в 1849—1852, перевидана в 1942), в якій докладно викладені передумови, хід та наслідки війни за незалежність. Ця праця ґрунтується на широкому колі джерел і містить багатий фактичний матеріал та публікації документів.